# Aéroport de Kahemba
L'Aéroport de Kahemba (OACI : FZCF) est situé à 5 kilomètres (3,1 mi) au sud-est de la localité de Kahemba, chef-lieu du territoire éponyme, province du Kwango en République démocratique du Congo.

## Incidents
Kahemba était la destination prévue pour le crash d'Air Africa en 1996 qui a fait des centaines de morts à l'aéroport de Ndolo, à Kinshasa. Le vol aurait été impliqué dans le transport d'armes.

## Situation en RDC
| Bandundu Basango Mboliasa Bunia Gbadolite Gemena Goma Ilebo Kalemie Kananga Kikwit Kindu Kinshasa-Ndjili Kinshasa-N'Dolo Kisangani Kolwezi Lodja Lubumbashi Matari Matadi Mbandaka Mbuji Mayi Nioki Tshikapa Tshumbe |